# Czerwonyj Cwit
Czerwonyj Cwit (ukr. Червоний Цвіт) – wieś na Ukrainie, w obwodzie chmielnickim, w rejonie szepetowskim. W 2001 liczyła 520 mieszkańców, spośród których 512 wskazało jako ojczysty język ukraiński, a 8 rosyjski.